# Kasteel Ruhrort
Kasteel Ruhrort – zamek znajdujący się dawniej w mieście Ruhrort.

## Historia
Zamek na Ruhrorcie został zbudowany przez hrabię, Engelberta III w latach 1373–1380 i znajdował się nad rzeką Ren. O budynku po raz pierwszy wspomniano 28 lutego 1379 w dokumencie pod nazwą „Ruhrort” („Rureort” lub „Rureoyrt”). Obiekt został później połączony za pomocą systemów konstrukcyjnych z urzędem celnym. Mur, który otaczał zamek – zamykał prawie całą kwadratową starówkę Ruhrortu, która miała tylko 1,5 hektara. Ogrodzenie zostało zburzone w XIX wieku.
W 1636 rozebrano budowlę na życzenie Jerzego Wilhelma Hohenzollerna, ponieważ stała się ona bezużyteczna. Pozostawiono tylko dwie wieże – jedna z nich została zniszczona przez powódź w Zagłębiu Ruhry. Druga wieża służyła do przechowywania węgla. Podczas pierwszej rozbudowy miasta Ruhrort w latach 1754–1756, również i ta wieża została zburzona.
Pod koniec XX wieku odkryto w piwnicach mieszkańców Ruhrortu niewielkie pozostałości sklepienia zamku.
3 lipca 1991 zamek na Ruhrorcie wpisano do „listy zabytków miasta Duisburg” jako „pomnik naziemny”, znajdujący się pod numerem 27.

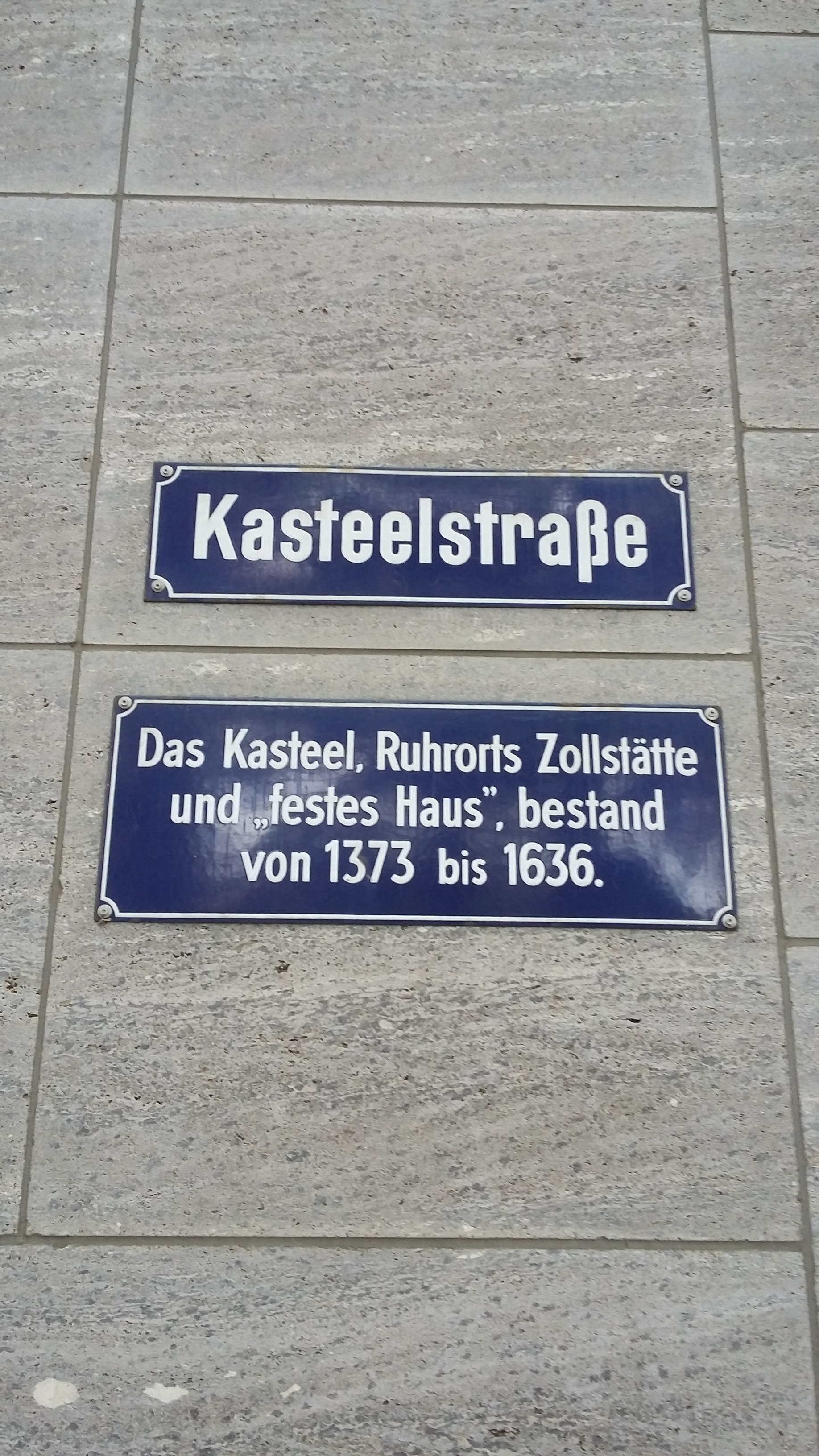
Kasteelstraße – Ruhrort

Dzisiaj tylko ulica zamkowa – (niem. Kasteelstraße) przypomina o niemieckim zamku, na której znajduje się mała tablica informacyjna.